# Bệnh viện Bệnh Nhiệt đới (Thành phố Hồ Chí Minh)
Bệnh viện Bệnh Nhiệt đới (đôi khi còn được gọi là Bệnh viện Nhiệt đới, tên cũ: Bệnh viện Chợ Quán) là một bệnh viện chuyên khoa truyền nhiễm tại Thành phố Hồ Chí Minh, chuyên điều trị các căn bệnh liên quan đến truyền nhiễm và phòng chống dịch, hiện là một bệnh viện công, trực thuộc Sở Y tế Thành phố Hồ Chí Minh

## Lịch sử
Là bệnh viện được xây dựng lâu đời nhất tại thành phố Hồ Chí Minh, Bệnh viện Bệnh nhiệt đới đã trải qua một quá trình hình thành và phát triển kéo dài trên 150 năm.
Bệnh viện Bệnh nhiệt đới được xây dựng năm 1862, lấy tên là Bệnh viện Chợ Quán, do một số nhà giàu hảo tâm người Việt đóng góp xây dựng và quản lý.
Bệnh viện tọa lạc trên một khu đất rộng gần 5 hecta tại làng Chợ Quán nằm giữa Sài Gòn - Chợ Lớn, phía trước có sông Bến Nghé chảy qua (nay gọi là kênh Tàu Hủ). Đây vốn là nền cũ trạm cứu thương của thực dân Pháp khi đánh đồn Kỳ Hòa (1861). Đến năm1864, bệnh viện được giao lại cho chính quyền thời bấy giờ quản lý.
Từ 1862 - 1875, bệnh viện tiếp nhận điều trị các bệnh nhân hoa liễu và người tù bị bệnh.
Từ 1876 – 1904 bệnh viện được sửa chữa và xây thêm, ngoài 110 giường cho người tù bị bệnh và 20 giường dành cho bệnh nhân bệnh hoa liễu, bệnh viện được bổ sung 6 phòng bệnh truyền nhiễm, phòng phẫu thuật và phòng sanh.
Năm 1901, lớp nam y tá đầu tiên của cả nước được mở ra tại bệnh viện Chợ Quán. Từ năm 1904 – 1907, bệnh viện có thêm khu điều trị tâm thần và trở thành Trung tâm Huấn luyện Y Khoa. Khi Trường Y Khoa Đông Dương được thành lập tại Hà Nội năm 1908, bệnh viện ngưng công tác huấn luyện và trở thành bệnh viện chuyên khoa truyền nhiễm, phong và tâm thần.
Từ 1954 -1957, bệnh viện được giao cho quân đội thời bấy giờ sử dụng 2/3 cơ sở để làm nơi điều trị bệnh lao cho binh lính và đổi tên thành Viện bài lao Ngô Quyền.
Cuối năm 1957, bệnh viện được trả về cho dân sự, lấy lại tên ban đầu là Bệnh viện Chợ Quán, tiếp tục nhận điều trị các bệnh truyền nhiễm, phong, tâm thần, đồng thời tiếp nhận lại sinh viên thực tập chuyên khoa tâm thần.
Năm 1972, khu nhà chính 6 tầng của bệnh viện được xây dựng trên diện tích 12.126 m2 với sự trợ giúp của Hàn Quốc. Đến cuối năm 1973, công trình hoàn tất và bệnh viện được khánh thành vào ngày 02/3/1974 với tên mới là Trung Tâm Y Khoa Hàn -Việt. Cùng với cơ sở cũ, bệnh viện có 550 giường trị các bệnh: truyền nhiễm, tâm thần, phong, nội, ngoại, nhi và các khoa dược, cận lâm sàng, khu phẫu thuật 04 phòng được trang bị hiện đại. Lúc này bệnh viện được xem như là "một Trung tâm Y tế toàn khoa mới và tối tân hàng bậc nhất miền Nam Việt Nam thời bấy giờ". Bệnh viện được lựa chọn làm nơi thực tập của các trường Đại học Y khoa và các Chương trình huấn luyện của Bộ Y tế chính quyền Sài Gòn cũ như: Đại học Y khoa Sài Gòn, Đại học Y khoa Minh Đức, Chương trình đào tạo tiến sĩ Khoa Quản trị bệnh viện, Viện Quốc gia Y tế công cộng...
Ngày 01/5/1975, bệnh viện được Ban Y tế Xã Hội Miền Nam thuộc Ủy ban Quân Quản tiếp nhận và quản lý, lấy lại tên Bệnh viện Chợ Quán.
Tháng 9 năm 1975, theo quyết định của Ban Y tế Xã Hội Miền Nam thuộc Ủy ban Quân Quản, cơ sở điều trị tâm thần của Bệnh viện Chợ Quán được giao về bệnh viện Tâm trí Biên Hòa. Tuy nhiên, do nhu cầu thực tế đến tháng 8/1976 phần cơ sở này được Sở Y tế thành phố tiếp nhận và trở thành cơ sở y tế riêng biệt mang tên Trung tâm sức khoẻ Tâm thần (nay là Bệnh viện Tâm thần).
Tháng 8 năm 1988, toàn bộ khu vực điều trị bệnh phong được chuyển về Bệnh viện Da liễu thành phố.
Ngày 04/8/1979, theo quyết định số 903/BYT-QĐ của Bộ Y tế, Bệnh viện Chợ Quán được giao nhiệm vụ là bệnh viện chuyên khoa về truyền nhiễm, phụ trách điều trị, phòng chống dịch, huấn luyện đào tạo chuyên khoa cho Thành phố Hồ Chí Minh và các tỉnh phía nam.
Ngày 05/9 1989, Ủy ban Nhân dân Thành phố Hồ Chí Minh ký quyết định số 511/QĐ-UB đổi tên bệnh viện thành Trung tâm Bệnh nhiệt đới trực thuộc Sở Y tế Thành phố Hồ Chí Minh.
Ngày 10/10/1996 theo quyết định số 4630/QĐ-UB-NC của UBND Thành phố Hồ Chí Minh, bệnh viện được xếp hạng bệnh viện loại I chuyên khoa sâu về bệnh truyền nhiễm của Thành phố Hồ Chí Minh và các tỉnh phía nam.
Theo quyết định số 3397/QĐ-UB ký ngày 19/8/2002 của UBND Thành phố Hồ Chí Minh bệnh viện được đổi tên thành Bệnh viện Bệnh nhiệt đới và tiếp tục thực nhiệm vụ được giao cho đến ngày nay.

## Thành tựu
- Anh hùng Lao động (2015)[3].
- Huân chương Độc lập hạng Ba (2012) nhân kỷ niệm 150 năm ngày thành lập bệnh viện (1862 – 2012).
- Huân chương Lao động hạng Nhất (2007), hạng Nhì (2002), hạng Ba (2010, 1998, 1980).
- Nhiều năm nhận Cờ thi đua của Chính phủ, của Bộ Y tế, của Công đoàn ngành y tế, của UBND Thành phố Hồ Chí Minh.
- Nhiều năm liền nhận Bằng khen Đơn vị xuất sắc toàn diện của Bộ Y tế .
- Nhiều năm liền nhận Giấy chứng nhận Tập thể lao động xuất sắc của UBND Thành phố Hồ Chí Minh.
- Nhận nhiều Bằng khen trong công tác phòng chống dịch, hỗ trợ tuyến dưới của Bộ Y Tế, của UBND Thành phố Hồ Chí Minh.
- Đảng bộ bệnh viện 05 năm liền (2012, 2013, 2014, 2015, 2016) đạt danh hiệu "Đảng bộ trong sạch vững mạnh tiêu biểu" trong số 43 cơ sở đảng trực thuộc Đảng bộ Sở Y Tế Thành phố Hồ Chí Minh.